# Luis González Seara
Pour les articles homonymes, voir Luis González (homonymie), González et Seara.
Luis González Seara, né le 7 juin 1936 à A Merca, et mort le 23 avril 2016 à Madrid, est un universitaire et homme politique espagnol ayant appartenu à l'Union du centre démocratique (UCD).
Il est ministre de l'Enseignement supérieur et de la Recherche entre 1979 et 1981.

## Biographie

### Études et vie professionnelle
Après l'obtention d'une licence en sciences politiques et économiques de l'université complutense de Madrid, puis il est nommé en 1963 secrétaire de l'Institut de l'opinion publique (IOP) du ministère de l'Information et du Tourisme.
Il passe avec succès un doctorat en sciences politiques en 1967. En novembre 1968, il devient professeur des universités de sociologie à l'université de Grenade. Il quitte ce poste au bout de deux mois, pour prendre les fonctions de sous-directeur de l'Orientation pédagogique du ministère de l'Éducation et de la Science.
Relevé de ses fonctions dès le mois de novembre 1969, il prend en mars 1970 le poste de professeur des universités de sociologie de l'université de Madrid.
En 1971, alors qu'il devient le doyen de la faculté de droit, il prend part à la fondation de l'entreprise de presse Information et Publications, qui éditera notamment Cambio 16, puis Diario 16.

### Débuts et ascension en politique
En 1976, il fonde aux côtés de Francisco Fernández Ordóñez le Parti social-démocrate. Cette formation décide de rejoindre la coalition de l'Union du centre démocratique l'année d'après. Pour les élections constituantes du 15 juin 1977, il se présente au Sénat dans la province d'Ourense, où il remporte un siège avec 94 855 voix. Le 13 juillet, il est nommé à 41 ans secrétaire d'État à l'Enseignement supérieur et à la Recherche du ministère de l'Éducation et de la Science.
Il est relevé de ses fonctions en janvier 1979, afin de conduire la liste de l'UCD dans la province de Pontevedra pour les élections législatives du 1er mars. Il totalise 47,3 % des voix et 5 sièges sur 8, assurant ainsi son élection au Congrès des députés.

### Ministre et fondation du PAD
Dès le 6 avril, il est appelé au gouvernement par Adolfo Suárez pour occuper le nouveau poste de ministre de l'Enseignement supérieur et de la Recherche. Il n'est cependant pas reconduit lorsque Leopoldo Calvo-Sotelo prend la tête de l'exécutif, le 27 février 1981. Il décide de quitter l'UCD le 4 février 1982 et participe à la fondation, le mois suivant, du Parti d'action démocratique (PAD), dont il devient le vice-secrétaire général sous l'autorité de Francisco Fernández Ordóñez.
Alors que ce dernier choisit d'entrer dans une alliance électorale avec le Parti socialiste ouvrier espagnol (PSOE), Seara renonce à postuler aux élections anticipées du 28 octobre 1982. Le PAD fusionne avec le PSOE en janvier 1983, et il se retire alors de la vie politique.

### Retrait de la vie politique
En 1996, il reçoit le prix national d'Essai pour El poder y la palabra. Il devient ensuite membre de l'Académie royale des sciences morales et politiques le 15 novembre 2006 et occupe un poste de professeur des universités de sociologie à l'université complutense de Madrid.

### Décès
Il meurt le 23 avril 2016, à 79 ans, dans une clinique de Madrid des suites d'une complication de la maladie d'Alzheimer.